# سهره دمگاه‌سفید
سِهره دُمگاه‌سفید (نام علمی: Fringilla montifringilla) پرندهٔ گنجشک‌سان کوچکی است از خانوادهٔ سهره‌ایان. این پرنده ۱۵ سانتیمتر طول دارد و تا حدودی شبیه سهره جنگلی است، اما به واسطه سینه نارنجی، خطوط روی بال‌ها، روتنه نقطه نقطه و دمگاه سفیدش، که در پرواز مشخص است، متمایز می‌شود. در زمستان، در پس سر، لکه بی‌رنگی دیده می‌شود و پرنده نر دارای منقار زرد با نوک تیره است. اغلب به صورت گروهی و همراه با سهره جنگلی و زردپره‌ها به سر می‌برد. پروازش شبیه سهره جنگلی اما مستقیم‌تر است. در ایران زمستان‌ها در شمال فراوان است و گاهی تا ناحیه مرکزی، فارس و بلوچستان نیز دیده شده است.

## نگارخانه

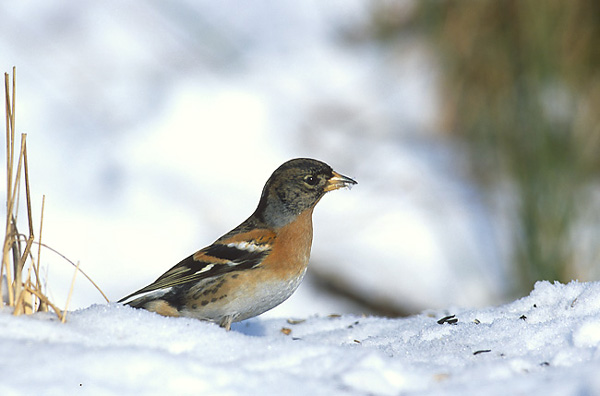
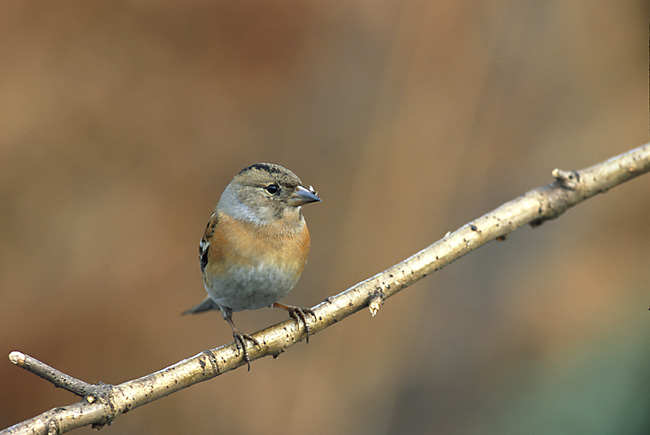
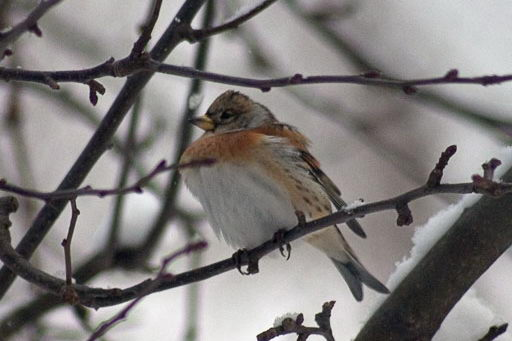
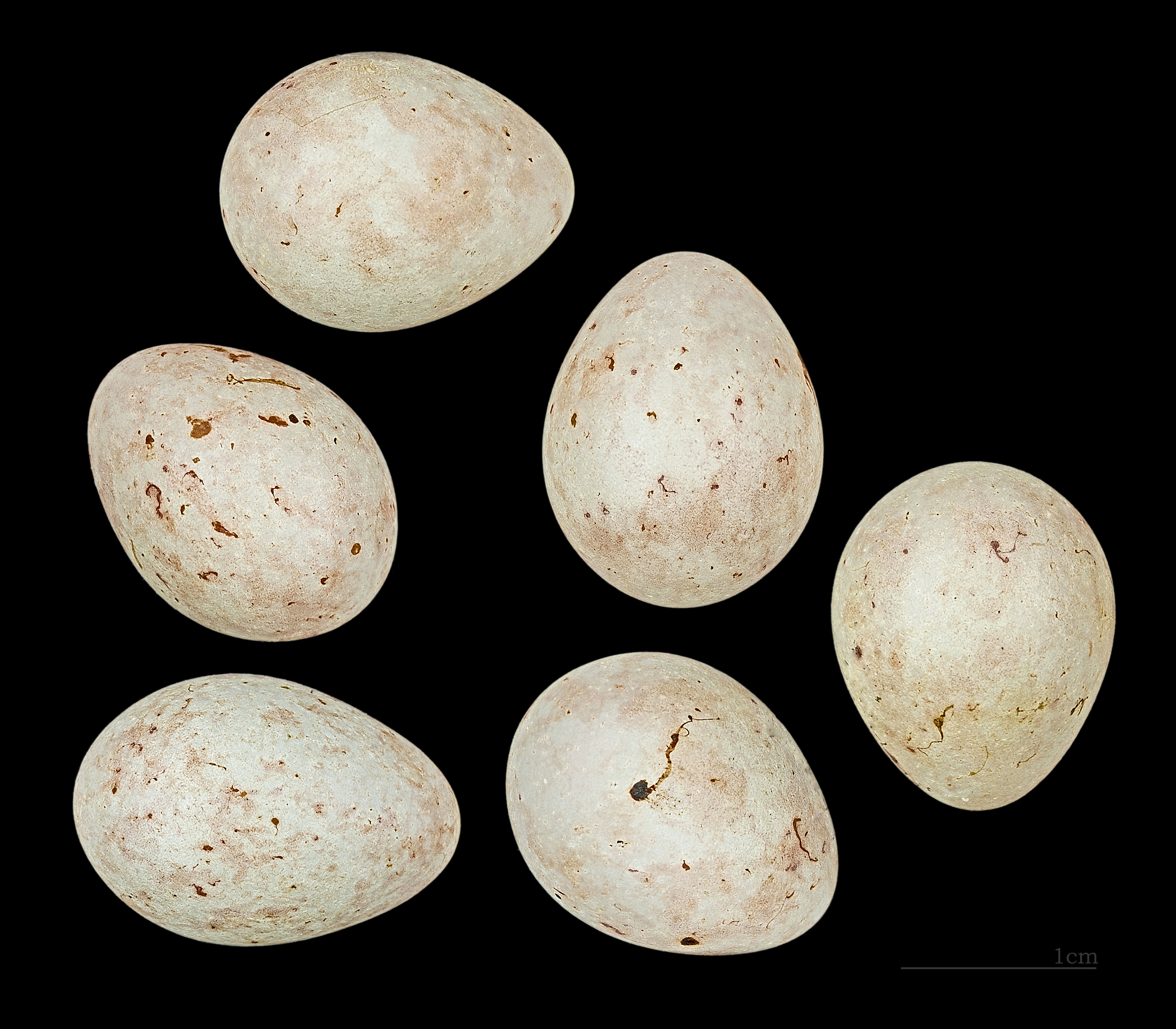